# Organi costituzionali (storia romana)
Per organi costituzionali romani si intende l'insieme delle istituzioni e dei principi tramandati attraverso gli usi e costumi degli antenati (mos maiorum), anche se spesso non totalmente codificati.

## Storia
La creazione di una costituzione romana non fu certamente un atto formale ed ufficiale. Si trattò invece di un insieme di norme largamente non-scritte e costantemente in evoluzione. Rappresentò un insieme di regole di controllo e di equilibrio tra le differenti funzioni e poteri, costruiti sulla base di una loro separazione, attraverso l'esercizio del diritto di veto o la necessità dei requisiti del quorum nelle assemblee cittadine, tenendo presente i termini di scadenza di ciascun mandato ed il diritto di ottenere elezioni regolari. Molti concetti costituzionali moderni sono quindi, derivati dall'insieme delle istituzioni della costituzione romana.
Con il trascorrere del tempo, istituzioni e regole continuarono ad evolversi. Dal 573 a.C., le istituzioni regie si trasformarono in quelle repubblicane, e dal 27 a.C. in quelle imperiali. Dal 300 d.C. evolsero dal modello alto imperiale a tardo imperiale. Tutti questi continui e graduali cambiamenti determinarono, di fatto, quattro differenti modelli istituzionali, uno per ciascuno dei periodi storici sopra elencati.
La costituzione romana fu una delle poche costituzioni esistenti prima del XVIII secolo. Nessun altro fu a noi noto come quella romana. E nessun altro governò mai un così vasto impero per così tanto tempo. La costituzione romana rappresentò, pertanto, un modello, spesso unico, per molte delle costituzioni moderne, almeno nella loro fase di iniziale elaborazione. Per questo, molte moderne costituzioni condividono una simile, se non identica, struttura di quella romana (ad esempio la separazione dei poteri, di controllo e di bilanciamento delle cariche istituzionali).

## Senato
Il Senato romano fu l'istituzione di maggior durata dell'intera storia romana. Fu creato probabilmente prima dell'elezione al trono del primo Rex. Sopravvisse alla caduta della monarchia nel 510 a.C., della repubblica nel 27 a.C. e dell'impero nel 476 d.C.. Rappresentava, in contrasto con molte moderne istituzioni denominate anch'esse "Senato", non un corpo legislativo.
Il potere del Senato alternò periodi di alti e bassi. Durante il periodo regio, fu poco più di un organo consultivo del Rex. L'ultimo re di Roma, il tiranno Tarquinio il Superbo, fu rovesciato grazie ad un colpo di Stato progettato dal corpo dei senatori.
Durante la prima repubblica, il Senato fu politicamente debole. Durante questi primi anni, i magistrati esecutivi erano abbastanza potenti. Il passaggio dalla monarchia alla repubblica fu probabilmente più graduale rispetto a quanto le leggende suggeriscano. E così ci volle parecchio tempo perché questi magistrati esecutivi si indebolissero, prima che il senato fosse in grado di imporre la sua autorità su tali magistrati. Verso il periodo medio repubblicano, il senato ha raggiunto l'apice della sua potenza repubblicana. Ciò avvenne principalmente per la convergenza di due fattori:
- i plebei avevano da poco raggiunto la piena emancipazione politica, risultando meno aggressivi di come erano stati in passato, quando premevano per ottenere riforma radicali e maggior considerazione da parte dell'aristocrazia senatoria (nobilitas);
- il periodo fu caratterizzato da guerre prolungate contro nemici stranieri (basti ricordare le tre guerre puniche).

Il risultato fu che sia le assemblee popolari sia i magistrati esecutivi si appellarono sempre più spesso alla saggezza collettiva del Senato. La tarda repubblica vide, invece, un nuovo calo di potere dell'ordine senatorio. Questo declino iniziò con le riforme radicali dei tribuni della plebe Tiberio e Gaio Gracco. Questo declino fu in gran parte causato dalle lotte di classe che avevano dominato la repubblica del periodo. Il risultato finale fu il rovesciamento della repubblica, e la nascita dell'Impero romano.
Il Senato dell'inizio del principato continuò a rimanere debole come lo era stato nell'ultima parte del periodo repubblicano, quello delle guerre civili, dalla dittatura di Silla allo scontro, prima tra Cesare e Pompeo, poi tra Ottaviano ed Antonio. Tuttavia, quando il passaggio dalla repubblica all'impero fu completa, il Senato sembra tornò ad avere maggiori poteri, come mai prima d'ora aveva avuto. Tutti i poteri costituzionali (legislativo, esecutivo e giudiziario) furono trasferiti al Senato. A differenza, però, del Senato di epoca repubblicana, quello imperiale era sottomesso alla figura dell'imperatore, il quale attraverso l'ordine senatorio esercitava i suoi poteri autocratici. Verso la fine del principato, il potere del senato tornò a ridursi notevolmente, fino ad essere quasi irrilevante, e non riacquistò più l'antico splendore dei primi tempi imperiali.
Gran parte della letteratura superstite del periodo imperiale venne scritta da senatori. In larga misura, ciò dimostra la forte influenza culturale del Senato, anche durante il tardo periodo imperiale. L'istituzione sopravvisse alla caduta dell'Impero romano d'Occidente (476 d.C.), e godette di una modesta ripresa quando la potenza imperiale fu ridotta al governo della sola Italia. La classe senatoriale venne infine danneggiata dalle guerre gotiche.

## Assemblee legislative
La prima tra le assemblee romane erano i Comitia curiata, che vennero istituiti durante la prima monarchia. Il suo solo ruolo politico era di eleggere i nuovi re (Rex). Qualche volta il re poteva chiedere che i suoi decreti venissero ratificati dall'assemblea. Durante la prima repubblica, i Comitia curiata erano la sola assemblea legislativa dotata di potere. Poco dopo l'inizio della repubblica, comunque, i Comitia centuriata ed i Comitia tributa divennero le principali assemblee legislative.
La maggior parte delle assemblee legislative moderne sono organismi composti da rappresentanti eletti. I loro membri in genere propongono e dibattono sulle proposte di legge. Queste moderne assemblee usano una forma di democrazia rappresentativa. Al contrario, le assemblee della Repubblica romana utilizzavano una forma di democrazia diretta, dove gli stessi cittadini votavano direttamente, piuttosto che i rappresentanti eletti. A questo proposito, le proposte di legge (chiamato plebiscito) erano molto simili ad un moderno referendum popolare.
A differenza delle moderne assemblee, non erano bicamerali. Vale a dire che le proposte di legge non dovevano superare le assemblee più importanti per essere convertite in legge. Inoltre, nessun altro ramo poteva ratificare un disegno di legge (rogatio) in modo che diventasse legge (lex). I membri di queste assemblee non avevano alcuna autorità per introdurre nuove proposte di legge a titolo personale; solo i magistrati esecutivi potevano proporre nuovi disegni di legge. Questa disposizione era simile a quello che troviamo ancora in molti stati moderni. Di solito, i normali cittadini non potevano fare proposte di legge senza una normale elezione popolare. A differenza di molte assemblee moderne, quelle romane avevano anche funzioni giudiziarie.
Lo storico greco Polibio aggiunge che il popolo aveva importanti poteri secondo la costituzione repubblicana, potendo conferire onori o infliggere punizioni, provvedimenti che costituivano i mezzi attraverso i quali erano mantenuti i regni e gli Stati, ovvero ogni forma di vita sociale. Spesso il popolo era giudice sulla consistenza di una multa, soprattutto nei casi in cui il risarcimento del danno fosse considerevolmente elevato, in modo particolare quando si trattava importanti ex-magistrati. E sempre il popolo poteva decidere sulle cause capitali. Nel caso che qualcuno venisse giudicato per un reato che comportava la pena capitale, poco prima della condanna, era consuetudine presso i Romani concedere la possibilità di accettare un volontario esilio, possibilità che era concessa prima della ratifica del verdetto, vale a dire prima del voto dell'ultima tribus suffragiorum. Il popolo poteva, inoltre, conferire le pubbliche cariche a coloro che ne erano meritevoli; approvare o non approvare le leggi; confermare una dichiarazione di guerra, ratificare un patto di alleanza, la fine di una guerra o un trattato di pace, rendendo ciascuno di questi atti esecutivo o meno. Polibio concludeva, dicendo:
(Polibio, VI, 14.12.)
Con la nascita dell'Impero, i poteri delle assemblee vennero trasferiti al Senato. E quando quest'ultimo eleggeva i magistrati, ciò sarebbe spettato alle antiche assemblee. Di tanto in tanto, l'imperatore presentava alcune leggi ai Comitia tributa per chiederne una ratifica formale. Le assemblee legislative continuarono invece a ratificare le leggi fino al principato di Domiziano. Da questo momento in poi, le assemblee vennero utilizzate più semplicemente da parte dei cittadini, come mezzo per riunirsi ed organizzarsi.

## Magistrature

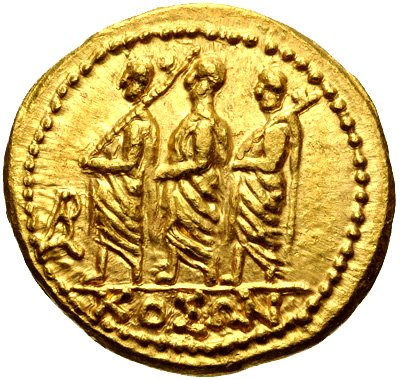
Moneta raffigurante un console accompagnato da due littori.

Durante il periodo regio, il re (rex) fu l'unico magistrato esecutivo dotato di ogni potere. Egli era assistito da due questori, che lo stesso nominava. Egli poteva anche nominare altri suoi assistenti per altre attività. Alla sua morte, un interré presiedeva in senato e nelle assemblee, fino a quando non era nominato un nuovo re.
Sotto il periodo repubblicano, i magistrati del potere esecutivo erano composti da ordinari e straordinari. Ogni magistrato ordinario veniva eletto da una delle due maggiori assemblee romane. Il principale magistrato straordinario, il dittatore, era eletto previa autorizzazione del Senato. La maggior parte dei magistrati erano eletti ogni anno e rimanevano in carica normalmente un solo anno, oppure nel caso dei censori per diciotto mesi. L'inizio del mandato cadeva nel giorno di Capodanno, la fine invece nell'ultimo giorno del mese di dicembre.
I due magistrati ordinari più alti in grado erano i consoli ed i pretori, che avevano un'autorità chiamata imperium (dal latino, comando). L'imperium permetteva a questi magistrati di comandare un esercito. I consoli avevano un grado di comando (imperium) più elevato di quello dei pretori. Entrambi questi magistrati, così come i censori e gli edili curuli, erano considerati "magistrati curuli", ovvero potevano sedersi sulla sedia curule, che rappresentava una condizione particolare e più elevata di potere. Consoli e pretori erano poi assistiti da alcune guardie del corpo, chiamate littori, le quali portavano i cosiddetti fasces (asta con un'ascia incorporata, simbolo del potere coercitivo della res publica). I questori non erano invece magistrati curuli, ed avevano poco potere reale.
In caso di estrema emergenza, veniva nominato un dittatore. Egli normalmente nominava come suo collaboratore un Magister equitum (comandante della cavalleria). Sia il dittatore sia il magister equitum erano magistrati straordinari, e detenevano entrambi il potere di comando denominato imperium. In pratica, il dittatore aveva le funzioni del console ordinario, senza però essere sottoposto a controlli costituzionali sul suo potere. Dopo il 202 a.C., la dittatura cadde in disuso. Durante le emergenze successive, il Senato dichiarava tale stato di calamità, attraverso un atto chiamato senatus consultum ultimum ("ultimo decreto del Senato"). Ciò sospendeva il normale governo e dichiarava qualcosa di analogo alla legge marziale ed i consoli di fatto erano investiti dei poteri di un dittatore.
Dopo la fine della repubblica, le vecchie magistrature straordinari (dittatore e magister militum) vennero abbandonate, le altre (consoli, pretori, censori, questori, edili e tribuni) persero la maggior parte dei loro poteri. L'imperatore (princeps) era diventato unico padrone della res publica. L'instaurazione dell'Impero equivalse ad una restaurazione della vecchia monarchia. L'imperatore ottenne un potere incontrastato nello Stato, il senato un consiglio consultivo impotente, mentre le altre forme di assemblee romane erano totalmente irrilevanti.

## Concilio e tribunato della plebe
I tribuni della plebe non erano ufficialmente dei magistrati, poiché erano eletti solo dai plebei. E poiché erano considerati come i rappresentanti del Popolo di Roma, la loro persona era considerata sacrosanta ed inviolabile. Era infatti considerato come reato capitale il fatto di danneggiare un tribuno, o anche solo di tentare di farlo, o di ostacolarne il suo operato in alcun modo. Tutti gli altri poteri del tribunato derivavano da questa sacrosanctitas. I tribuni poi potevano essere assistiti da alcuni edili plebei.